# Endeavor Global
Endeavor Global, Inc. (от англ. endeavor стараться, пытаться) — базирующаяся в США международная некоммерческая организация, специализирующаяся на социальных инвестициях в малый и средний бизнес в развивающихся странах.
Позиционирует себя в качестве пионера рынка инвестиций социального воздействия (англ. high-impact), что подтверждается некоторыми экспертами.

## Организация
Endeavor Global, Inc. основана в 1997 году Линдой Роттенберг и Петером Келлнером.
Штаб-квартира компании расположена в Нью-Йорке (США) с 22 дополнительными офисами в странах Латинской Америки, Ближнего Востока, Африки, Европы и Югов-Восточной Азии (в частности в Сан-Франциско, Майами, Дубае и Сингапуре).
Представительства по миру открываются за счёт местных партнёров, вкладывающих в проект от 3 млн долларов США.
На 2015 год руководит (CEO) Endeavor Global, Inc. Линда Роттенберг.
Председатель совета директоров — Эдгар Бронфман (англ. Edgar Bronfman, Jr.).
Петер Келлнер входит в совет директоров, в котором состоит также ряд ведущих инноваторов и финансистов, например, сооснователь LinkedIn Рид Хоффман и 9-й президент Всемирного банка Джеймс Вулфенсон.

## Деятельность
Endeavor Global, Inc. ведёт по всему миру поиск предпринимателей, чьи проекты обладают высоким потенциалом отдачи, и занимается их дальнейшей поддержкой (менторством), обеспечивая их капиталом, наставничеством, дополнительными возможностями и продвижением.
Большая часть первоначальной бизнес-модели была заимствована от Фонда Ашока Билла Дрейтона, которым оба создателя Endeavor восхищались.
Компания сосредоточена на начинающих предпринимателях, малом и среднем бизнесе, которые потенциально способны оказать заметное социальное воздействие.
Основу источников финансирования компании составляет наполняемый за счёт пожертвований эндаумент Catalyst, с условной внутренней нормой доходности в 48 %, работающий по бизнес-модели пассивного венчурного соинвестирования.
Кроме венчурного инвестиционного фонда в компании существует исследовательское подразделение Insight, которое занимается выбором объектов для вложений, исследованием практики и стремится служить источником знаний для предпринимателей.
Endeavor опирается на частные инвестиции и избегает госвливаний.
Так в 2000 году, несмотря на потребность в средствах и желание закрепиться в Чили, компания отказалась от государственной поддержки в 800 тыс. долларов США предложенной президентом этой страны, полагая что экономическая среда должна развиваться при активном участии местных предпринимателей и топ-менеджеров, а не государства.
Ожидания подтвердились и через шесть месяцев она получила предложение о поддержки от чилийских бизнес-лидеров.
Бизнес-модели Endeavor посвящены три специализированных исследования, опубликованные Гарвардской школой бизнеса и Стэнфордской высшей школой бизнеса.

## Показатели деятельности
На 2007 год Endeavor Global, Inc. способствовал созданию 91 000 рабочих мест в компаниях, генерирующих более 2,4 млрд долларов США выручки.
На 2008 год организация поддержала 18 000 компаний в 11 странах, включая Бразилию, Иорданию и страны Южной Африки.
Более 330 отобранных предпринимателей создал более 90 000 рабочих мест с оплатой как минимум в десять раз превышающую минимальную в регионе.
На 2009 год Endeavor было создано более 130 тыс. рабочих мест в 11 странах; выручка поддержанных компания составили 3,5 млрд долларов США при 92 млн долларов США акционерного капитала.
По данным Фонда Шваба на 2011 год под наставничеством организации 766 предпринимателей развивали 476 компаний, создав более 200 000 рабочих мест и генерируя более 5 млрд долларов США дохода.
В 2012 году управляемый компанией фонд Catalist собрал более 10 млн долларов США и вложил более 5 млн в пять проектов в Бразилии, Турции, Аргентине и Мексике.
Поддержанные Endeavor компании генерировали более чем 6 млрд долларов США выручки.
На 2013 год консультанты Endeavor Global, Inc. помогли запустить бизнес более чем 30 тыс. предпринимателей по всему миру, создав более 200 000 рабочих мест.
По данным Фонда Шваба годовой бюджет Endeavor на тот момент составлял 20 млн долларов.

## Оценки
5 ноября 2001 года журнал Time включил основателей Endeavor Global Линду Роттенберг и Петера Келлнера в список «100 лучших инноваторов XXI века» (англ. Top 100 Innovators for the 21st Century).
В 2002 году Фонд Шваба представил Endeavor и Линду Роттернберг на Всемирном экономическом форуме в качестве одного из ведущих 40 примеров социального предпринимательства.
В 2007 году Томас Фридман назвал бизнес-модель Endeavor «лучшей программой по борьбе с бедностью» (англ. The Best Anti-Poverty Program of All).
31 июля 2008 года Endeavor получил признание и обязательство инвестиций в размере 10 млн долларов США от Сети Омидьяра.